# Il medaglione (Andrea Camilleri)
Il medaglione è un racconto giallo di Andrea Camilleri pubblicato per la prima volta sul Calendario 2005 dell'Arma dei Carabinieri e successivamente edito da Arnoldo Mondadori Editore nello stesso anno. 

## Trama
Sono cinque anni che il maresciallo dei carabinieri Antonio Brancato svolge il suo servizio a Belcolle, vicino a Cefalù.
Il paese, posto su un monte vicino al mare, d'estate è una bellezza ma d'inverno la musica cambia. Il freddo e la neve intristiscono e rendono cupi i paesani che si chiudono nelle loro case. Eppure il maresciallo, sia estate o inverno, è sempre ben visto da tutti. I paesani apprezzano la sua onestà e impegno nell'eseguire il suo dovere, vedono in lui "un omo preciso al quale piaciva che tutto stava al posto indovi doviva stare", tanto che gli si rivolgono per ogni problema anche se non ha a che fare con i suoi compiti di capo della Stazione dei Carabinieri che certi giorni è proprio una stazione ma ferroviaria per la gente che entra e esce a chiedere pareri e consigli.
Ad esempio la questione di Francesco, chiamato Ciccino, che dopo la morte della moglie Marta non solo si è chiuso in casa e non risponde a nessuno ma addirittura ha sparato una fucilata al parrino ("prete") che veniva a consolarlo. Ha sparato in aria e il prete non indossava la tonaca ma il fatto allarma il maresciallo che il mattino successivo si fa una bella scarpinata per andare a parlare con Ciccino a proposito di quel fucile.
Dopo un episodio stile western dove Ciccino salva la pelle al maresciallo, questi riesce a scoprire perché l'uomo reagisca così alla morte della moglie: egli infatti ha trovato un suo medaglione all'interno del quale compare un ritratto di uno sconosciuto. 
Ciccino sta diventando pazzo per capire chi sia quell'individuo, la cui foto del resto è anteriore al suo matrimonio, ma, per il fatto che la moglie l'abbia conservata con cura, per una sorta di gelosia post mortem, vuole che in cambio dell'aiuto dato, il maresciallo scopra chi è l'uomo della foto del medaglione.

## Edizioni
- Andrea Camilleri, Il medaglione, Prima ed., collana Piccola Biblioteca Oscar Mondadori, Arnoldo Mondadori Editore, 2005,  pp. 56 più 14 (Cronologia), ISBN 88-04-55027-9.